# Sefer ve Sefel

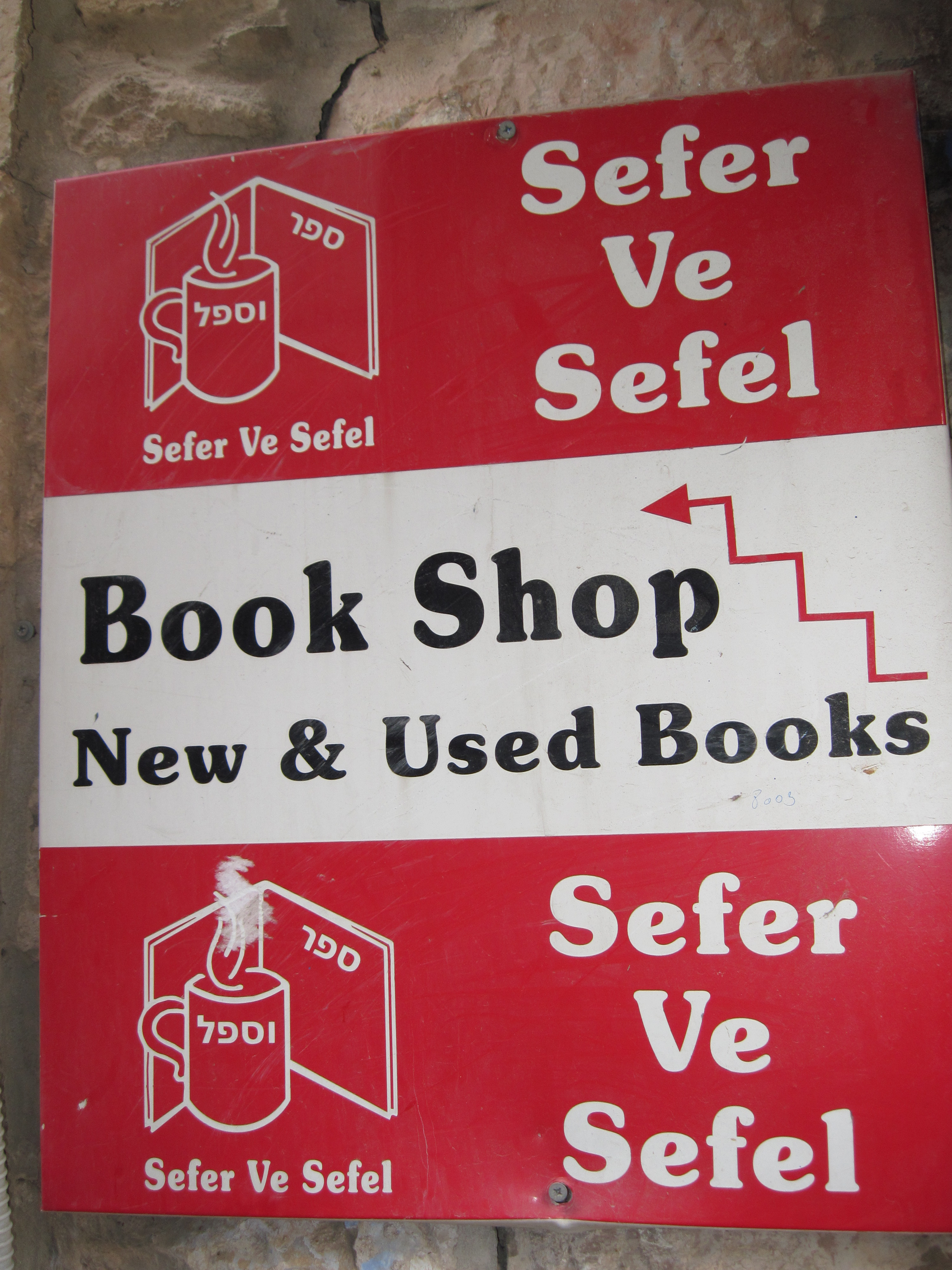
Cartel

Sefer ve Sefel (en hebreo: ספר וספל, "Libro y taza") es una librería-cafetería jerosolimitana especializada en libros de segunda mano sobre todo en inglés. Comenzó en 1981 como el primer book shop/coffee shop israelí, pero se quitó el servicio de café en 2002. La abrieron los estadounidenses Shai y Judy Robkin. En la actualidad la regentan Michael y Zia Rose, quienes la compraron en 2015.
Su dirección es: Calle Yavetz, 2, 94232.